# Blankensee (See bei Trebbin)
Der etwa dreieckige Blankensee liegt südlich des Trebbiner Ortsteils Blankensee im Naturpark Nuthe-Nieplitz. Die Dreiecksseiten haben etwa folgende Längen:
- Nordwestseite etwa 2,74 km
- Ostseite etwa 1,56 km und
- Südseite etwa 2,19 km.

Trotz seiner beachtlichen Größe von 280 ha ist der Blankensee mit einer durchschnittlichen Wassertiefe von 1,38 m und einer maximalen Wassertiefe von 2,0 m sehr flach. Zur Zeit des frühen Atlantikums vor rund 7000 Jahren hatte der Blankensee noch eine Tiefe von 12 bis 18 m. Wie Bohrkernuntersuchungen aus dem Jahre 2004 zeigen, war der See schon zum damaligen Zeitpunkt natürlich eutroph. In der darauffolgenden Zeit verlandete der See ungewöhnlich schnell und ist seit der Zeit um 3000 v.Ch. bereits polytroph, zeitweise sogar mehr als heute. Auf dem Seegrund bildeten sich planktogene Sedimente aus  Diatomeenflora. Im 13. Jahrhundert hatte der See nur noch eine Tiefe von 2 m. Da sich bei Flachseen das Wasser nicht mehr nach Temperaturunterschieden schichten kann und es deshalb vom Wind regelmäßig durchmischt wird, gelten solche Gewässer als polymiktische Seen. Auf Grund des  Nieplitzdurchflusses durch den See werden einerseits Stoffe wie Stickstoff und vor allem aber Phosphor in den See eingetragen, andererseits mischt der Fluss das Wasser und tauscht es aus. Der Blankensee gilt heute als hypertroph mit einem ungewöhnlich hohen Gesamtbiomassevolumen von etwa 62 cm³/m³ Wasser. Wegen des Nährstoffüberangebotes und der durch die geringe Wassertiefe bewirkten schnellen Erwärmung bei Sonneneinstrahlung kommt es im Sommer zu Algenmassenvermehrungen, der Wasserblüte. Bei den sommerlichen Algenarten des Blankensees überwiegen mit 89 % die Blaualgen.
Der See ist von einem intakten, stellenweise mehrere hundert Meter breiten Schilfrohrgürtel umgeben und stellt ein wertvolles Biotop dar. Die verlandenden, versumpften Ufer sind unzugänglich. Am Nordostufer des Blankensees verläuft ein Bohlensteg, der eine Besichtigung des Sees ermöglicht. Der See ist Naturschutzgebiet, Baden und Angeln sind daher verboten.
Tief unter dem See befindet sich ein Salzstock, so dass die Entstehung des Sees, selten für Brandenburg, auch mit der Subrosion und dem Nachsacken der Oberfläche erklärt werden kann.
Unweit der südwestlichen Ecke des Blankensees liegt der kleine Zauchwitzer Ortsteil Körzin. Hier mündet die Nieplitz und das Pfefferfließ in den See. Unweit des nordwestlichen Ufers verläuft die Kreisgrenze zwischen den Landkreisen Teltow-Fläming und Potsdam-Mittelmark. Der Ortsteil Breite, der zu Stücken gehört, liegt etwa 360 m vom Nordwestufer entfernt. Der nach dem See benannte Ort Blankensee liegt mit seinem Ortskern auf dem linken Nieplitzufer unweit der Nordspitze des Sees. Hier verlässt die Nieplitz den See und strebt dem 1,3 km entfernt liegenden Grössinsee zu. Das fast vollständig mit Bäumen bestandene Ostufer ist durch den westlichen Ausläufer der Glauer Berge etwas höher und angeböscht. Unweit des Ostufers verläuft die Landstraße von Jütchendorf nach Schönhagen, das sich rund 1,4 km von der südöstlichen Ecke des Sees entfernt befindet. Das Südufer schließlich ist auch etwas erhöht, hier befinden sich der Mühlen- und der Lankenberg. Südlich dieser Hügel führt die Bundesstraße 246 von Schönhagen nach Stangenhagen.
Seit der Wiederöffnung des über Jahrhunderte verfüllten Vohskutengrabens am Riebener See 2004 besteht zwischen dem Blankensee und dem Riebener See über den Pfeffergraben und das Pfefferfließ wieder eine durchlässige Verbindung für Fische und weitere Wasserwanderer.